# Міно (Осака)
Мі́но (яп. 箕面市, みのおし, МФА: [mʲinoː ɕi̥]?) — місто в Японії, в префектурі Осака.     Отримало статус міста 1956 року. Площа становить 47,84 км². Станом на 1 липня 2012 року населення складало 132 323  осіб, густота населення — 2770 осіб/км².     

## Демографія
Згідно з даними перепису населення Японії, населення Міно стабільно збільшується. Станом на 1 жовтня 2020 року населення складає 136 868 осіб, густота населення — 2 857 осіб/км².

## Історія
Міно отримало статус міста 1 грудня 1956 року.